# Wasabi (película)
Wasabi es una película coproducida en el año 2001 entre Francia y Japón, estrenada ese mismo año en Francia y Bélgica, mientras que en otros países lo fue posteriormente (en España, México y Argentina no lo fue hasta 2003). En España se estrenó con el título de Wasabi. El trato sucio de la mafia; en América simplemente Wasabi, aunque también se le ha llamado "Un policía francés en Japón".
Se trata de una comedia de acción con elementos dramáticos, dirigida por Gérard Krawczyk con la participación de actores franceses y japoneses, entre los que cabe destacar a Jean Reno, Michel Muller, Ryōko Hirosue y Carole Bouquet. A pesar de tratarse de una película de acción a la francesa, contiene claras influencias del cine estadounidense.
Al estar ambientada principalmente en Japón, el rodaje se efectuó principalmente en dicho país, incluyendo numerosas escenas en lugares reconocibles de Tokio. Según Jean Reno, el rodaje de Wasabi se debió al deseo que tanto él como Luc Besson sentían de rodar una película en Japón, para corresponder al aprecio que en dicho país se siente por sus películas. De hecho, no habían trabajado allí desde 1990, con Nikita.

## Sinopsis
Una mujer, baila provocativamente en un club nocturno, hasta que es abruptamente golpeada en la cara por Hubert Florentini, quien la arrastra fuera del club, agrediendo a otros clientes que intentan ayudar a la mujer. Desafortunadamente, uno de estos patrocinadores incluye al hijo del jefe. Lo que los asistentes ignoraban es que Florentini era en realidad un detective de la policía francesa y la mujer era un hombre disfrazado a quien debía aprehender.  
Una vez en la comisaría es reprendido por los métodos violentos y poco ortodoxos que utiliza para lograr sus objetivos y se le concede una licencia remunerada de la fuerza. A pesar de su éxito y su aparentemente divertido estilo de vida de luchar contra el crimen, jugar golf y ser objeto de las atenciones de una hermosa mujer, no ha podido olvidar a su único amor verdadero, Miko, una espía que conoció 19 años antes cuando debió trabajar en Japón cuando era un agente de la inteligencia francesa. Al recibir la noticia de su muerte, su abogado, Ishibashi, lo convoca a Japón para la lectura de su testamento.
Ishibashi informa a Florentini que ha heredado la tutela de Yumi, una ardiente, adorable y excéntrica adolescente japonesa/francesa de la que tiene la custodia hasta que alcance la mayoría de edad adulta en dos días. Yumi, a quien le hicieron creer que era el resultado de la violación y el posterior abandono de su madre, odia a su padre desconocido tanto como a los policías. Florentini se da cuenta de que Yumi es su hija, pero no se lo dice porque probablemente huiría de él.
Florentini descubre pruebas de que Miko fue víctima de asesinato ya que había robado una pequeña fortuna a la Yakuza, fortuna que había destinado a ser entregada a Yumi al llegar a la edad adulta. Florentini solicita la ayuda de Momo, un ex colega de inteligencia que vive en Tokio, para investigar la muerte de Miko y proteger a Yumi de la Yakuza, para lo que le proporciona dos maletas de metal con armas. La Yakuza intenta atacar a Yumi en un salón de juegos, pero Florentini, que ha estado observando sus posiciones, los mata a todos.
Más tarde, Yumi descubre que Florentini es su padre cuando la Yakuza la captura. Mientras se la llevan y se preparan para ejecutar a Florentini en un campo de golf, él acaba con los mafiosos en un combate cuerpo a cuerpo. Con la ayuda de antiguos colegas de inteligencia, Florentini y Momo liberan a Yumi de sus secuestradores cuando intentan retirar dinero de la cuenta bancaria de Yumi reemplazando al personal y a los clientes del banco con agentes. Durante el intento de rescate, estalla un tiroteo y Florentini mata a todos los Yakuza sin ayuda de nadie.
Después de la terrible experiencia, Florentini toma un vuelo de regreso a Francia, después de haberle prometido a Yumi que regresaría en un mes. Pero justo antes de que el avión despegue, un grupo de agentes de aduanas entran en la cabina con dos conocidas maletas de metal en la mano y preguntan por su dueño.

## Elenco principal
- Jean Reno: en el papel de Hubert Fiorentini. Se trata del principal protagonista de la película. Un policía duro, provisto de un gran corazón y que ha sido incapaz de olvidar a quien fue su gran amor de juventud, Miko.

- Michel Muller: en el papel de Momo. Es un antiguo compañero en los servicios secretos franceses de Hubert Fiorentini, por quien siente una gran devoción. Es además incapaz de abandonar su antiguo coche, por supuesto de una conocida marca francesa...

- Ryoko Hirosue: en el papel de Yumi. Ryoko es una conocida cantante y actriz japonesa, que en esta película asume el papel de una hija adolescente, que se deprime y llora con gran facilidad, pero que es capaz de recuperar la alegría con una sesión de compras de ropa de moda, su gran afición.

- Carole Bouquet: en el papel de Sophie. Su papel corresponde al de una mujer enamorada de Hubert, pero que es incapaz de atravesar la coraza con que éste se reviste ante el recuerdo de su gran amor. A medida que avanza la trama, su recuerdo se esfuma rápidamente, al reaparecer de nuevo el recuerdo de Miko.